# NGC 1162
NGC 1162 est une galaxie elliptique située dans la constellation de l'Éridan. NGC 1162 a été découverte par l'astronome germano-britannique William Herschel en 1785.

## Caractéristiques
Sa vitesse par rapport au fond diffus cosmologique est de 3 751 ± 27 km/s, ce qui correspond à une distance de Hubble de 55,3 ± 3,9 Mpc (∼180 millions d'al).
À ce jour, deux mesures non basées sur le décalage vers le rouge (redshift) donnent une distance de 41,650 ± 0,354 Mpc (∼136 millions d'al), ce qui est à l'extérieur des valeurs de la distance de Hubble.